# Kritiek pad
Een kritiek pad wordt bepaald door de activiteiten in een projectplanning die de einddatum bepalen. In de planning van een project ontstaat een kritiek pad als sommige van de uit te voeren activiteiten of taken van andere activiteiten afhankelijk zijn, bijvoorbeeld omdat de ene activiteit pas kan starten nadat een andere activiteit is voltooid. Zo kunnen bij het bouwen van een huis de muren pas gemetseld worden als de fundering gereed is en het dak kan pas gemaakt worden als de muren klaar zijn. 
Een activiteit ligt in het kritieke pad, als het schuiven van die activiteit het schuiven van de einddatum veroorzaakt. 

## Voorbeeld
In het onderstaande voorbeeld van een Gantt-grafiek moet taak C na taak A uitgevoerd worden, en taak D na taak B. Door de gezamenlijke lengte bepalen taak A en taak C de einddatum van de planning. Hierdoor liggen Taak A en Taak C in het kritieke pad (hier rood gekleurd). 
Het kritieke pad is dynamisch. Mocht bijvoorbeeld Taak D 2 dagen langer duren dan oorspronkelijk gepland en de planning wordt tijdens uitvoering gewijzigd, dan zullen Taak B en D het kritieke pad bepalen en vallen Taak A en C niet meer onder het kritieke pad.
Kritieke paden kunnen eenvoudig zichtbaar gemaakt worden met planningssoftware.